# Román Valencia
Román Josué Valencia (Santa Fe, Colón, Honduras; 13 de febrero de 1995) es un futbolista hondureño. Juega de delantero y su equipo actual es el Honduras Progreso de la Liga Nacional de Honduras.

## Trayectoria
Su debut con Real España en la Liga Nacional fue el 29 de marzo de 2014 en el Estadio Francisco Morazán contra el Motagua en reemplazo de Carlo Costly, por la decimosexta fecha del Torneo Clausura. El mismo finalizó 2 a 0 en favor de Real España.

## Clubes
| Club                   | País     | Año             |
| ---------------------- | -------- | --------------- |
| Real España            | Honduras | 2014 - 2016     |
| Social Sol             | Honduras | 2016            |
| Atlético Pinares       | Honduras | 2017            |
| Universidad Pedagógica | Honduras | 2017 - 2018     |
| Honduras Progreso      | Honduras | 2018 - Presente |